# Maryland Deathfest
 (mai 2024).
 (juin 2016).
Si vous disposez d'ouvrages ou d'articles de référence ou si vous connaissez des sites web de qualité traitant du thème abordé ici, merci de compléter l'article en donnant les références utiles à sa vérifiabilité et en les liant à la section « Notes et références ».
 (juin 2016).
Le Maryland Deathfest est un festival consacré au metal extrême en général et aux death metal et grindcore en particulier. Il a lieu tous les ans aux États-Unis, à Baltimore (Maryland). Le festival s’est fait connaître par son slogan North America's biggest underground metal party of the year ("le plus grand événement de metal underground de l’année").
En 2016, l'équipe du Maryland Deathfest lance deux autres festivals : le California Deathfest et le Netherlands Deathfest.

## Programmation

### 2003
Suffocation, Necrophagist, Devourment, Sublime Cadaveric Decomposition, Aborted, Abuse, Severed Savior, Soils of Fate, Dying Fetus, Brodequin, Foetopsy, Drogheda, Saprogenic, Pyrexia, Retch, Circle of Dead Children, Malignancy, Mortal Decay, Commit Suicide, Skinless, Goratory, Internal Bleeding, Incinerate, Nemo, Lust of Decay, Putrid Pile, Wasteform, Psychotogen, Suture, Anoxia, Malamor, Scumbitch, Severed Head, Spinefed, Artery Eruption.

### 2004
Repulsion, Exhumed, Rotten Sound, Macabre, The Red Chord, Leng Tch'e, Pig Destroyer, Phobia, Inhume, Vomit Remnants, Rompeprop, Bile, Arsis, Misery Index, Dehumanized, Profanity, Internal Suffering, Malignancy, Neuraxis, Mortal Decay, Circle of Dead Children, Man Must Die, Brodequin, Fleshtized, Swarm of the Lotus, Brainwash, Bodies in the Gears of the Apparatus, Biolich.

### 2005
Immolation, Cryptopsy, General Surgery, Regurgitate, Abscess, Impaled, Birdflesh, Rotten Sound, Wormed, Gronibard, Aborted, Pig Destroyer, Misery Index, Leng Tch'e, Ghoul, Lord Gore, Bodies Lay Broken, Splatterhouse, XXXManiak, Despised Icon, Kill the Client, Ion Dissonance, Guttural Secrete, Magrudergrind, Warscars, Prophecy, Amoebic Dysentery, Screaming Afterbith.

### 2006
Dismember, Vital Remains, Pungent Stench, Haemorrhage, Necrophagist, Demilich, Cattle Decapitation, Anata, Machetazo, Severe Torture, Unholy Grave, Butcher ABC, Disfear, Rompeprop, Skinless, Gorgasm, Yacoepsae, Municipal Waste, Embalmer, Sayyadina, Alarum, Cliteater, Sanitys Dawn, Mucupurlulent, Catheter, Total Fucking Destruction, Cenotaph, Electro Quarterstaff, Magrudergrind, Quills, Embryonic Cryptopathia.

### 2007
Brutal Truth, Zyklon, Extreme Noise Terror, Malevolent Creation, Vomitory, Dead Infection, Regurgitate, GUT, General Surgery, Cripple Bastards, Gorerotted, Birdflesh, Rotten Sound, Ghoul, Cock and Ball Torture, Misery Index, Skitsystem, Gorod, Retaliation, Odious Mortem, Jigsore Terror, Nunwhore Commando 666, Fuck the Facts, Flagitious Idiosyncrasy in the Dilapidation, Exhale, Foetopsy, Putrescence, Saprogenic.

### 2008
Impaled, Deranged, Fuck...I'm Dead, Ghoul, Disavowed, Engorged, Kalibas, Coffins. Anaal Nathrakh, Behod the Arctopus, Decrypt, Defetaed Sanity, Defeatist, Disfear, Flesh Parade, Keitzer, Monstrosity, Trap Them, Waco Jesus

### 2009

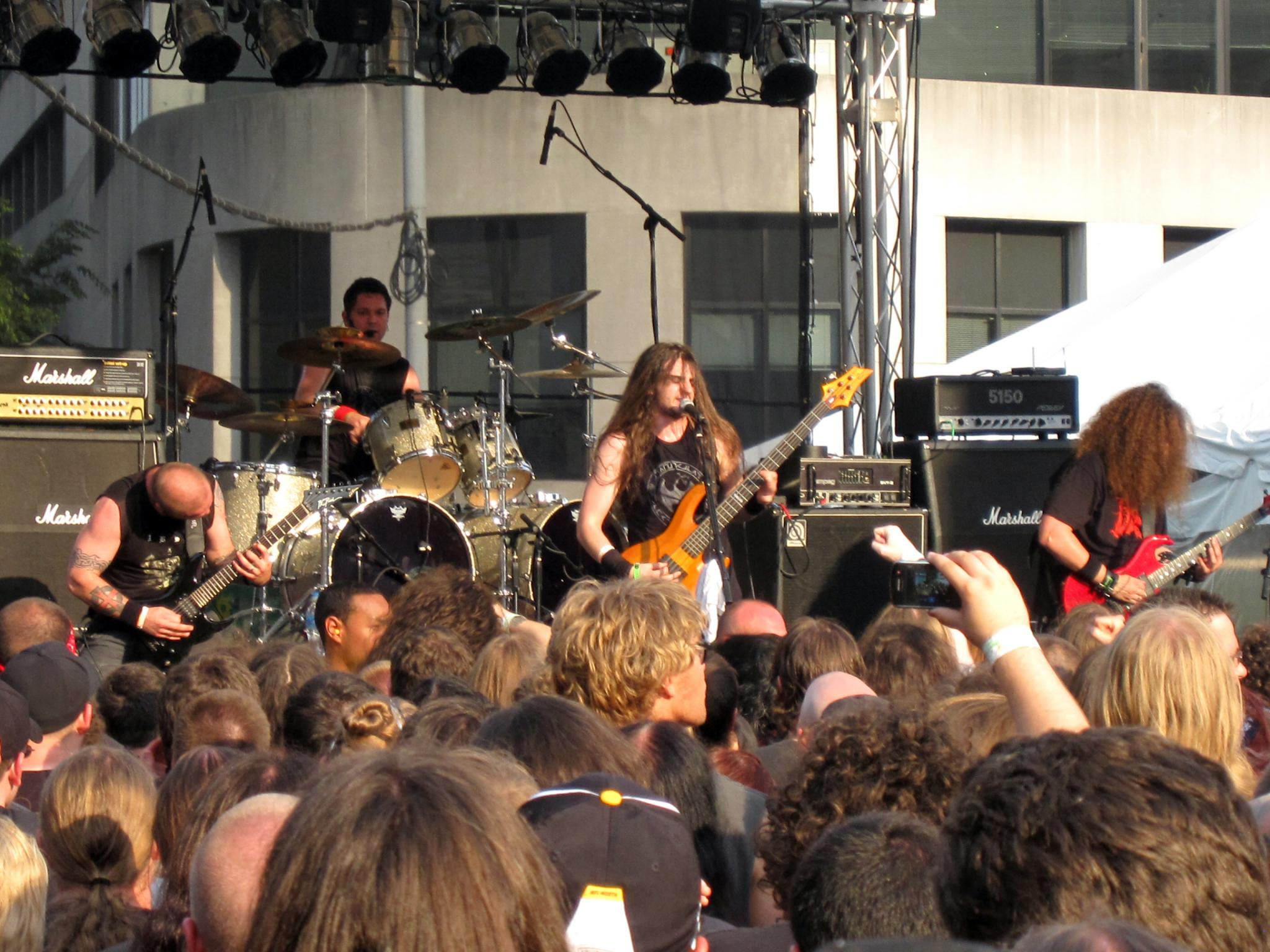
Absu, Maryland Deathfest 2009